# Миченер, Джеймс Элберт
Джеймс Элберт Миченер (англ. James Albert Michener; 3 февраля 1907 — 16 октября 1997) — американский писатель.

## Биография
В молодости собирал фольклор Гебридских островов, изучал историю искусств в Лондоне и Сиене (Италия), путешествовал с устроителями корриды по Испании, плавал на грузовом судне в Средиземном море.
После возвращения на родину Миченер получил в 1937 году степень магистра искусств в Педагогическом колледже штата Колорадо, затем до 1939 года был доцентом, а затем приглашенным преподавателем в магистратуре Гарвардского университета. В 1941 году стал помощником редактора в нью-йоркском отделении издательства «Макмиллан».
Во время Второй мировой войны с 1944 года по 1946 год служил в ВМС США на островах юга Тихого океана. Этот опыт позволил ему написать рассказы, составившие книгу «Сказания юга Тихого океана». Так он стал профессиональным писателем.

## Творчество
Миченер является автором более 40 произведений, в основном исторических саг, описывающих жизнь нескольких поколений в каком-либо определённом географическом месте. Отличался тщательной проработкой деталей в своих произведениях. Основные произведения Миченера: «Сказания юга Тихого океана» (Пулитцеровская премия в области художественной литературы, 1948), «Весенние пожары», «Дрифтеры», «Гавайи», «Столетие», «Источник», «Чесапик», «Карибское море», «Караваны», «Аляска», «Техас», «Польша».

## Произведения

### Художественные произведения
- «Сказания юга Тихого океана» (Tales of the South Pacific, 1947)
- «Весенние пожары» (The Fires of Spring, 1949)
- «Возвращение в рай» (Return to Paradise, 1950)
- «Мосты в Токо-Ри» (The Bridges at Toko-ri, 1953)
- «Саёнара» (Sayonara, 1954)
- «Гавайи» (Hawaii, 1959)
- «Караваны» (Caravans, 1963)
- «Источник» (The Source, 1965)
- «Дрифтеры» (The Drifters, 1971)
- «Столетие» (Centennial, 1974)
- «Чесапик» (Chesapeake, 1978)
- «Уотермен» (The Watermen, избранные части из романа «Чесапик», 1978)
- «Соглашение» (The Covenant, 1980)
- «Космос» (Space, 1982)
- «Польша» (Poland, 1983)
- «Техас» (Texas, 1985)
- «Наследство» (Legacy, 1987)
- «Аляска» (Alaska, 1988)
- «Карибское море» (Caribbean, 1989)
- «Путешествие» (Journey, отрывок из романа «Аляска», 1989)
- «Роман» (The Novel, 1991)
- «Юг Тихого океана» (South Pacific, 1992)
- «Мексика» (Mexico, 1992)
- «Каникулы» (Recessional, 1994)
- «Чудо в Севилье» (Miracle in Seville, 1995)
- «Матекумб: Утерянный флоридский роман» (Matecumbe: A Lost Florida Novel, неоконченное произведение, опубликовано после смерти Миченера, 2007)

### Документально-публицистические произведения
- «Голос Азии» (Voice of Asia, 1951)
- «Плавающий мир» (The Floating World, 1954)
- «Мост в Андо» (Bridge at Andau, 1957)
- «Иберия: Испанские странствия и размышления» (Iberia: Spanish Travels and Reflections, 1968)
- «Альманах Миченера» (A Michener Miscellany, 1973)
- «Мир — это мой дом: Воспоминания» (The World is My Home: A Memoire, 1992)
- «Эта прекрасная земля: Мое представление об Америке» (This Noble Land: My Vision for America, 1996).

## Экранизации
- 1957 — «Сайонара» / Sayonara (реж. Джошуа Логан)
- 1958 — «Юг Тихого океана» / South Pacific (реж. Джошуа Логан)
- 1966 — «Гавайи» / Hawaii (реж. Джордж Рой Хилл)
- 1978 — «Столетие[англ.]» / Centennial (реж. Вирджил Фогель[англ.], телесериал)